# Такесики
Отряд обороны Такесики (яп. 竹敷要港部, Такэсики ёкобу) — отряд обороны Императорского флота Японии, приписанный к военному порту Такесики, на месте современного одноимённого поселения, на Симодзима (Симоно-Сима, 下島), южном из островов Цусима, в префектуре Нагасаки, в Корейском проливе. Военный порт по японской номенклатуре был «важным» (второго разряда). Порт находится в заливе Асо, прекрасной естественной гавани, расположенной между двумя островами Цусима, устьем на запад. Являлся передовым угольным портом. В порт вели два входа, на западе и на юго-востоке, но только первый подходил для больших кораблей. Залив соединялся с Восточным проходом проливом Офунакоси. В 1900 году залив Асо был соединён каналом Мандзэки (Кусухо, 久須保水道) с заливом Миура, который также использовали миноносцы. В центре западного входа находилась крупная мель, расположенная на 6 метров (3,5 морские сажени) ниже отметки нижнего уровня воды, оставляя очень глубокие каналы вблизи берега с обеих сторон. Вход шириной около 2 километров окружён высокими холмами и неприступен. Внутри большая и очень глубокая гавань, где мог находиться на стоянке весь японский флот. Порт находится в 10 километрах (6 милях) от входа. В 1900 году вход в залив защищали несколько долговременных батарей пушек Канэ в низких башнях.
Японцы начали укреплять Такесики в 1880-х годах. В ходе японо-китайской войны (1894—1895) Такесики являлся базой Императорского флота Японии. В период Мэйдзи по итогам японо-китайской войны в конце 1895 года японским правительством была принята послевоенная программа развития хозяйства, рассчитанная на 10 лет (1896—1905). По ней предусматривалось строительство новой военно-морской базы Такесики. При подготовке к Русско-японской войне в военном порту Такесики была оборудована база для миноносцев. Отряд обороны Такесики создан 1 апреля 1896 года. Относился к военно-морскому округу военно-морскому округу Сасебо (яп. 佐世保鎮守府). Порт Такесики подчинялся главному командиру порта Сасебо, а непосредственным начальствующим лицом в нём являлся начальник отряда обороны в штаб-офицерском чине. Общая комплектация и снабжение порта производилась главным командиром порта Сасебо. В 1903 году в Такесики была произведена проверка медсестёр японского Красного Креста. Японский флот к началу войны имел прекрасно оборудованную базу в Корейском проливе в треугольнике, образуемом морскими крепостями Сасебо, Симоносеки и Такесики. 11 января 1904 года при подготовке к осаде Порт-Артура в Такесики были добавлены военный госпиталь и судоремонтные мастерские. В порту Такесими базировалась 3-я эскадра Объединённого флота под командованием вице-адмирала Катаока Ситиро (флагман «Ицукусима»). На ремонте в начале лета 1904 года в Такесики находились бронепалубные крейсера «Такачихо» и «Ниитака» 4-го боевого отряда контр-адмирала Уриу Сотокити 2-й эскадры вице-адмирала Камимура Хиконодзё. В Такесики стоял 11-й отряд миноносцев (№№ 72, 73, 74, 75). 7 января 1905 года был создан  военно-морской округ Рёдзюн (旅順鎮守府) в Квантунской области. 2 мая 1908 года после ремонта в Такесики был спущен на воду миноносец «Сильный», получивший название «Фумицуки». После заключения договора о присоединении Кореи к Японии в 1910 году военный порт Такесики утратил своё значение. В 1912 году японский флот имел четыре военно-морских базы: Йокосука, Куре, Сасебо и Майдзуру и три опорных пункта в Оминато, Такесики и Магуне. Такесики служил базой подводных лодок, обороняющих Восточный проход. Отряд обороны Такесики был упразднён 1 октября 1912 года. 1 апреля 1914 года военно-морской округ Рёдзюн был реорганизован в отряд обороны Рёдзюн (旅順要港部).

## Начальники отряда
- Катаока Ситиро (26 июля 1902 года — 11 января 1904 года)
- Уриу Сотокити (20 декабря 1905 года — 22 ноября 1906 года)

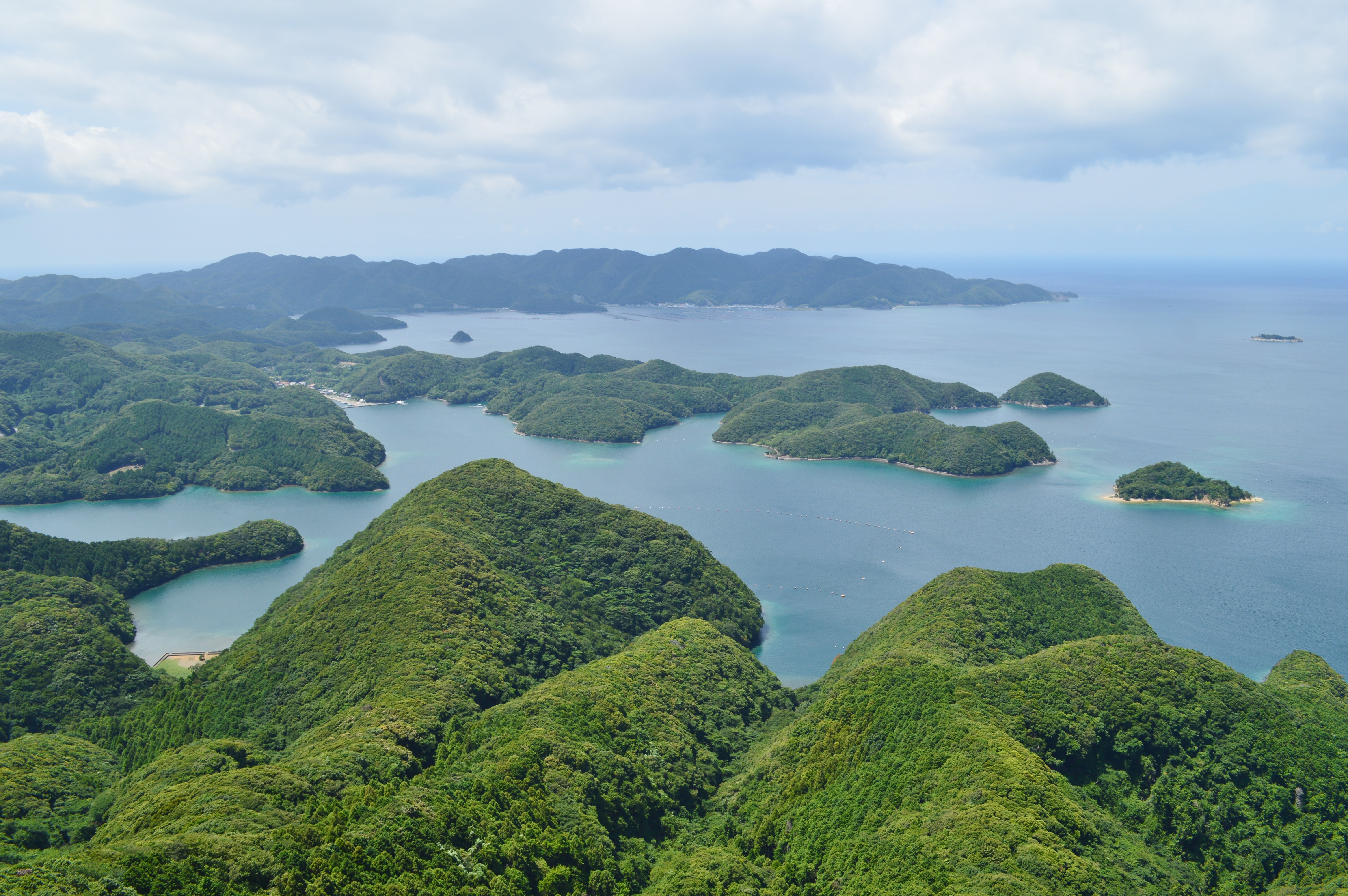
Залив Асо
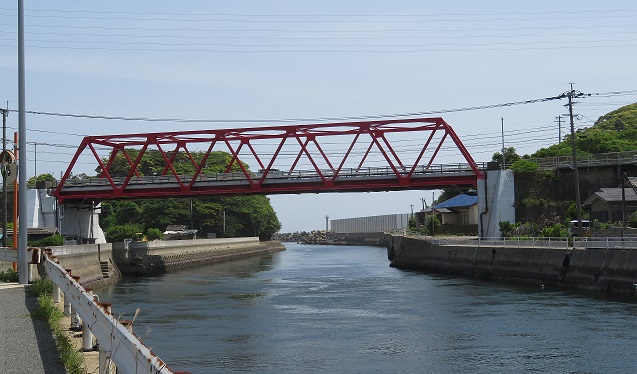
Пролив Офунакоси[яп.]
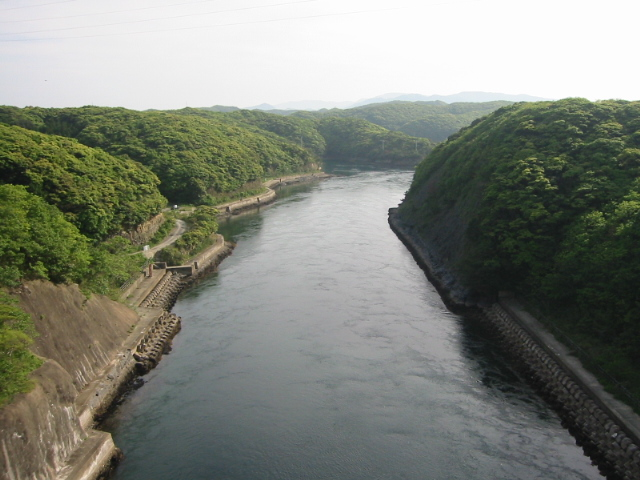
Канал Мандзэки[яп.]
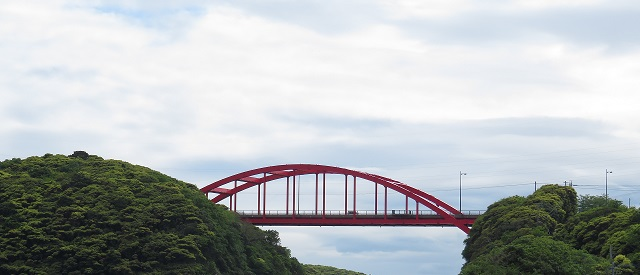
Мост Мандзэки